# Liste der Naturdenkmale in Sachsen-Anhalt
Die Liste der Naturdenkmale in Sachsen-Anhalt nennt die Listen der in den Landkreisen und kreisfreien Städten in Sachsen-Anhalt gelegenen Naturdenkmale.
In Sachsen-Anhalt wird zwischen Naturdenkmalen (abgekürzt: ND), flächenhaften Naturdenkmalen (NDF) und Flächennaturdenkmalen (FND) unterschieden.
Am 31. Dezember 2010 gab es insgesamt 2704 Einträge in den Naturdenkmallisten, davon 1844 Naturdenkmale, 142 flächenhafte Naturdenkmale und 718 Flächennaturdenkmale.
Flächenhafte Naturdenkmale (NDF) wurden nach Inkrafttreten des Bundesnaturschutzgesetzes (NatSchG) am 1. Juli 1990 ausgewiesen.  Flächennaturdenkmale (FND) wurden vor diesem Zeitpunkt durch Kreistagsbeschluss ausgewiesen und sind nun gemäß Überleitungsvorschrift § 59 NatSchG LSA  in Sachsen-Anhalt geschützt.

## Liste
| Landkreis                   | Liste                                                  | enthaltene ND | NDF | FND | Gesamtanzahl |
| --------------------------- | ------------------------------------------------------ | ------------- | --- | --- | ------------ |
| Altmarkkreis Salzwedel      | Liste der Naturdenkmale im Altmarkkreis Salzwedel      | 169           | 08  | 026 | 203          |
| Landkreis Anhalt-Bitterfeld | Liste der Naturdenkmale im Landkreis Anhalt-Bitterfeld | 096           | 08  | 067 | 171          |
| Landkreis Börde             | Liste der Naturdenkmale im Landkreis Börde             | 180           | 15  | 105 | 300          |
| Burgenlandkreis             | Liste der Naturdenkmale im Burgenlandkreis             | 302           | 15  | 145 | 462          |
| Dessau-Roßlau               | Liste der Naturdenkmale in Dessau-Roßlau               | 044           | 27  | 013 | 084          |
| Halle (Saale)               | Liste der Naturdenkmale in Halle (Saale)               | 023           | 0   | 006 | 029          |
| Landkreis Harz              | Liste der Naturdenkmale im Landkreis Harz              | 142           | 21  | 096 | 259          |
| Landkreis Jerichower Land   | Liste der Naturdenkmale im Landkreis Jerichower Land   | 058           | 03  | 018 | 079          |
| Magdeburg                   | Liste der Naturdenkmale in Magdeburg                   | 027           | 01  | 006 | 034          |
| Landkreis Mansfeld-Südharz  | Liste der Naturdenkmale im Landkreis Mansfeld-Südharz  | 556           | 07  | 067 | 630          |
| Saalekreis                  | Liste der Naturdenkmale im Saalekreis                  | 145           | 07  | 096 | 248          |
| Salzlandkreis               | Liste der Naturdenkmale im Salzlandkreis               | 101           | 03  | 023 | 127          |
| Landkreis Stendal           | Liste der Naturdenkmale im Landkreis Stendal           | 110           | 13  | 032 | 155          |
| Landkreis Wittenberg        | Liste der Naturdenkmale im Landkreis Wittenberg        | 092           | 14  | 018 | 124          |
| Gesamtanzahl:               | Gesamtanzahl:                                          | 2045          | 142 | 718 | 2905         |

## Belege
1. ↑  Kleine Anfrage und Antwort Abgeordneter Dietmar Weihrich (BÜNDNIS 90/DIE GRÜNEN), 28. Juni 2011 Drucksache 6/159 (Kleine Anfrage - KA 6/7039) Biotopverbund
2. ↑  Flächenhafte Naturdenkmale in Pflege- und Entwicklungskonzept , Naturpark Dübener Heide, S. 155